# أليكس دبليو فينز
أليكس دبليو فينز من مواليد عام 1980 في مدينة بيرم في روسيا. أكمل دراسته وعملَ في وقتٍ لاحق في كمسؤول عن المخازن في إحدى الشركات. بحلول عام 1999؛ وَبعد إجراء فحص المجندين الطبي أُعفي فينز من الخدمة العسكرية في القوات المسلحة الروسية بسبب احتمال إصابته بذهان حاد ومزمن.
هاجرَ في عام 2003 إلى ألمانيا؛ وحصل على الجنسية الألمانية نتيجة لأصله العرقي. عمل هناك في مجال البناء كما عملَ كسمسار لكنّهُ ظل يعيش على استحقاقات الرعاية الاجتماعية للعاطلين عن العمل على المدى الطويل.
اشتهرَ فينز بسبب ارتكابه لجريمة كراهيّة ضد مواطنة من أصول مصرية تُدعى مروة الشربيني وذلكَ بسبب ارتدائها للحجاب؛ وقد اعترفَ بالجريمة المنسوبة إليه في قاعة المحكمة وأمام القضاة مدعيًا أنّ مروة بلبسها الحجاب تبدو «كإرهابيّة» بالنسبة له.